# Cudjoe Key
Cudjoe Key statisztikai település az USA Florida államában, Monroe megyében. Lakosainak száma 2019 fő (2020. április 1.).

## Népesség
A település népességének változása:
| Lakosok száma | 1695 | 1763 | 2019 |
|               | 2000 | 2010 | 2020 |